# Ржевский, Павел Матвеевич
Павел Матвеевич Ржевский (1734— 24 декабря 1793) — генерал-поручик, московский обер-комендант Москвы во времена правления Анны Иоановны, Елизаветы Петровны, Петра III Фёдоровича и Екатерины II Алексеевны.

## Биография
Родился 1 (12) января 1734 года в семье флота капитана Матвея Васильевича Ржевского (1702—1755), помещика Болховского уезда; мать — Федосьея Наумовна (1717—1785), сестра адмирала А. Н. Сенявина. Имел братьев: Степана, Ивана и Владимира.
С 1747 года воспитывался вместе со старшим братом Степаном в Шляхетном кадетском корпусе и по окончании курса 29 сентября 1756 года произведён в подпоручики и оставлен при корпусе. 25 ноября 1758 года произведён в поручики, 12 февраля 1760 года — в капитан-поручики, а 16 ноября того же года — в капитаны; 14 марта 1763 года произведён в полковники с назначением в армию.
10 июля 1775 года произведён в генерал-поручики и назначен обер-комендантом в Москву, каковым был до 1778 года.
Умер 24 ноября (5 декабря) 1793 года.

## Семья
Женат дважды:
- княжна Прасковья Григорьевна Мещерская. Их дети:
  - Пётр Павлович Ржевский — секунд-майор.
  - Григорий Павлович Ржевский — Рязанский вице-губернатор, действительный камергер, женат на графине Марии Михайловне Каменской.
- княжна Елена Николаевна Долгорукова (25.09.1754—30.03.1831).

## Герб Павла Матвеевича Ржевского
В Гербовнике Анисима Титовича Князева имеется изображение герба Павла Матвеевича Ржевского:
Щит разделен горизонтальной чертой надвое и нижняя половина поделена вертикальной чертой на две части. В верхней части имеющей серебряное поле изображен чёрный орёл с распростёртыми крыльями стреляющий из лука в правую сторону. В нижней правой части, имеющей синее поле изображена золотая пушка на серебряном лафете, на которой сидит серая птица (герб княжества Смоленского). В нижней левой части имеющей красное поле изображен серебряный ангел с мечом в руке (герб княжества Киевского). Щитодержатели: Грифы - с правой стороны стоящий на задних лапах и одной из них наступив на лафет пушки, а с левой стороны лежащий на земле. С левой же стороны означены два знамени. Шлем, корона, намёт и княжеская мантия - отсутствуют.